# رسالت ۲
رسالت ۲ (به انگلیسی: The Prophecy II) یک فیلم سینمایی آمریکایی در ژانر فیلم فانتزی - اکشن و ترسناک محصول سال ۱۹۹۸ و دنباله فیلم رسالت (فیلم ۱۹۹۵) محسوب می‌شود. کریستوفر واکن یکبار دیگر نقش خود را در این فیلم به عنوان فرشته مقرب جبرئیل تکرار می‌کند.

## خلاصه داستان فیلم
جبرئیل به زمین برمیگردد تا نسلی از بشر که نادیده گرفته بود را از بین ببرید. در این بین نوجوانی از جان گذشته کمکش می‌کند و البته مخالفت‌ها و دشمنی‌های فرشته ای به نام «دنیائیل» نیز وجود دارد. . .

## بازیگران
- کریستوفر واکن در نقش جبرئیل
- راسل وونگ در نقش دنیال
- جنیفر بیلز در نقش والری روزالس
- بریتانی مورفی در نقش ایزابل «ایزی»
- نیکی میشو در نقش کارآگاه کریبل
- اریک رابرتس در نقش میکائیل
- گلن دانتزیگ در نقش سامایل
- استیو هیتنر در نقش جوزف
- بروس ابوت در نقش توماس داگت
- ویلیام پرایل در نقش رافائیل
- رنی ویکتور در نقش لیدا روزالس
- الیزابت دنهی در نقش دکتر کتی کیمبال
- دنی استرانگ در نقش جولیان
- جی جی هرتزلر در نقش پدر ویلیام
- مایکل رائمی در نقش دنیال جونیور[۱][۲][۳][۴][۵]